# Adamowo-Zastawa
Adamowo-Zastawa is een plaats in het Poolse district Siemiatycki, woiwodschap Podlachië. De plaats maakt deel uit van de gemeente Mielnik en telt 160 inwoners.